# Пудожское городское поселение
Пу́дожское городское поселе́ние — муниципальное образование в Пудожском районе Республики Карелия Российской Федерации.
Административный центр — Пудож.

## Население
| 2009    | 2010    | 2012    | 2013    | 2014    | 2015    | 2016    |
| ------- | ------- | ------- | ------- | ------- | ------- | ------- |
| 9852    | ↗11 103 | ↘10 850 | ↘10 698 | ↘10 520 | ↘10 400 | ↘10 320 |
| 2017    | 2018    | 2019    | 2020    | 2021    | 2023    |         |
| ↘10 200 | ↘10 038 | ↘9829   | ↘9675   | ↘8257   | ↘8068   |         |

## Населённые пункты
В состав Пудожского городского поселения входят 12 населённых пунктов (в том числе 2 населённых пункта в составе города):
| №  | Населённый пункт | Тип населённого пункта | Население |
| -- | ---------------- | ---------------------- | --------- |
| 1  | Афанасьевская    | деревня                | ↘16       |
| 2  | Гладкина         | деревня                | ↘2        |
| 3  | Колово           | деревня                | ↘70       |
| 4  | Колово           | посёлок                | ↘461      |
| 5  | Кошуково         | деревня                | ↘7        |
| 6  | Ножево           | деревня                | ↘13       |
| 7  | Подпорожье       | посёлок                | ↘615      |
| 8  | Пудож            | город                  | ↘7207     |
| 9  | Филимоновская    | деревня                | ↘98       |
| 10 | Харловская       | деревня                | ↘8        |
| 11 | Аэропорт         | посёлок                |           |
| 12 | Мячева           | деревня                |           |